# Jean de Carrouges
Jean de Carrouges (Carrouges, 1330 – Nicopoli, 25 settembre 1396) è stato un cavaliere medievale francese all'inizio della guerra dei cent'anni e il fondatore del castello di Carrouges.
Fu ciambellano del conte Pietro II d'Alençon (un pronipote di Filippo il Bello) e fu l'istigatore dell'ultimo duello ordalico, il duello Carrouges-Le Gris autorizzato in Francia dal Parlamento di Parigi nel 1386 e divenne cavaliere d'onore del re Carlo VI il 10 novembre 1390. Fattosi crociato, morì nel 1396 durante la battaglia di Nicopoli.

## Biografia
Nel 1356 il re di Francia, Giovanni il Buono venne fatto prigioniero da Edoardo III d'Inghilterra alla battaglia di Poitiers sotto gli occhi del padre del piccolo Jean che diventerà capitano e visconte di Bellême a seguito di questa battaglia. L'anno seguente, Jean il Giovane diventerà paggio alla corte di Alençon e riceverà la sua spada. Il 10 maggio 1364, mentre il re di Francia Carlo V il Saggio veniva incoronato a Reims, Jean fece il suo debutto come scudiero, a fianco di Bertrand du Guesclin alla battaglia di Cocherel. Nella Pasqua del 1380, Jean de Carrouges tornò dalle campagne del Cotentin in cui si è impegnato dopo la morte di sua moglie Giovanna di Tilly, e si risposò con la bella Marguerite de Thibouville.
Il 10 dicembre 1386 tornò da una spedizione in Scozia dove aveva prestato servizio sotto il comando dell'ammiraglio Jean de Vienne. Mentre riferiva di questa spedizione al giovane re Carlo VI di Francia, che regnava ancora sotto la tutela dei suoi zii, la sua giovane moglie Marguerite de Thibouville subì uno stupro per il quale Jean mise in pericolo la sua vita per salvare il suo onore e quello di Marguerite, facendo appello al Parlamento di Parigi, per affermare il suo diritto contro il favorito del conte di Alençon, Jacques Le Gris, con un duello di Dio, l'ultimo dei duelli giudiziari che ebbero luogo in Francia.
Ad agosto 1392 si verificò la prima crisi di pazzia del re nella foresta nei pressi di Le Mans, sotto gli occhi di Jean di Carrouges, cavaliere d'onore di ritorno da un pellegrinaggio in Terra santa insieme al suo amico, il cavaliere Jean II Le Meingre detto Boucicaut. Nella Pasqua del 1396 partì per una crociata contro i Turchi sotto il comando del giovane duca di Nevers (Giovanni senza Paura) e trovò la morte nella battaglia di Nicopoli.

## Posterità
Il film statunitense-britannico The Last Duel del 2021, adattato (l'omonimo saggio-racconto di Eric Jager, pubblicato nel 2015) e diretto da Ridley Scott, è basato sul conflitto tra Jacques Le Gris e Jean de Carrouges. L'attore americano Matt Damon interpreta il ruolo di Jean de Carrouges, mentre Jacques Le Gris è interpretato da Adam Driver.